# Nothaphoebe
Nothaphoebe es un género botánico con 42 especies de plantas con flores perteneciente a la familia Lauraceae. Es originario de Asia. El género fue descrito por Carl Ludwig Blume y publicado en Annales Museum Botanicum Lugduno-Batavi 1: 328 en el año 1851. La especie tipo es Nothaphoebe umbelliflora (Blume) Blume.

## Descripción
Son arbustos o pequeños árboles. Las hojas son alternas, pecioladas, pinninervadas, axilares o terminales en panícula cimosa, ramificados y pedunculados. Flores pediceladas bisexuales; con bractéolas diminutas. El fruto es una drupa, elipsoide o globosa.

## Distribución
Las cerca de 40 especies se distribuyen por el sudeste de Asia y América del Norte, con dos especies (ambas endémicas) en China.

## Especiesseleccionadas
- Nothaphoebe annamensis H.Liu
- Nothaphoebe archboldiana C.K.Allen
- Nothaphoebe baviensis Lecomte
- Nothaphoebe boninensis 	(Koidz.) Koidz. ex Kamik.
- Nothaphoebe canescens Blume